# Paul Yoder
Paul V(an Buskirk) Yoder  (Tacoma, Washington, 8 oktober 1908 – Hendersonville, North Carolina, 4 april 1990) was een Amerikaans componist, muziekpedagoog, dirigent en slagwerker. Voor bepaalde werken gebruikt hij het pseudoniem Max Thomas.

## Levensloop
Tijdens zijn studies aan de University of North Dakota speelde hij als slagwerker in salonorkesten. In 1930 gradueerde hij aan de Universität von Nord Dakota tot Bachelor of Arts. Aansluitend was hij muziekleraar aan openbare scholen in West-Aurora, Illinois en in Evansville, Indiana tot in 1936. Zijn authentieke composities voor School-Bands brachten hem een grote bekendheid in de hele Verenigde Staten. Yoder vertrok naar Chicago en werkte als freelance componist voor een aantal muziekuitgaven.
Yoder huwde met Roselyn Niestradt Pease. 
Eveneens voltooide hij zijn studies aan de Northwestern University in Evanston, Illinois en gradueerde tot Master of Arts. Gedurende de Tweede Wereldoorlog was hij lid van de militaire kapellen van Fort Slocum en Fort Hamiltin. Na de Tweede Wereldoorlog schreef hij de Mountain Majesty Overture en promoveerde aan de University of North Dakota. In 1963 en 1964 was hij voorzitter van de A.B.A. (American Bandmasters Association) en behoorde bij de medeoprichters van het A.B.A. Band Research Center aan de University of Maryland. Hij was ook stichter van het Journal of Band Research, dat door de Iowa State University werd heruitgegeven.
Van 1974 tot 1982 was hij docent aan de muziekfaculteit van de Troy State University in Troy, Alabama. Als gast-professor verzorgde hij optredens in Japan, Canada, Verenigd Koninkrijk, Nederland en Zuid-Korea en aan verschillende universiteiten in de Verenigde Staten.
Zijn oeuvre omvat meer dan 2000 werken, die allemaal gedrukt zijn.

## Composities

### Werken voor harmonieorkest (selectie)
- 1947 Mountain Majesty, ouverture
- 1961 A Day At Music Camp
- 1961 Roll On
- 1964 Barcelona
- 1966 Pachinko
- 1968 Expo '70
- 1968 Tin Pan Gallery
- 1969 Alpha and Omega
- 1970 Spiritual Rhapsody
- 1971 Tokyo Tower
- 1972 Bands around the world
- 1974 The Gandy Dancers
- 1977 Avalanche
- 1977 Camp Meeting
- 1977 Dance Americana
- 1982 American West
- 1985 Blues Americana
- American Pioneer
- Anacapri
- Arabian Night
- Drumbeat Jamboree
- Dutch Treat
- Easy does it
- Elbow Room
- Exalted Ruler
- Glass Slipper
- Gypsy Princess
- Harvest Home, ouverture
- Haskell’s Rascals, voor 3 snare drums en harmonieorkest
- Highlights from Camelot
- Holland Brass
- Hurricane!
- La Fonda
- Mantilla
- Midnight Sun
- Relax
- Rumbalita
- Rust Street Tarantella
- Southern Cross
- Swing Bolero
- Westward Ho!

### Pedagogische werken
- College Songs For School Bands
- The Performer's Complete Fake Book

- Bibsys: 11019567
- Gemeinsame Normdatei: 134562461
- International Standard Name Identifier: 0000 0001 1496 5573
- Library of Congress Control Number: no98039341
- MusicBrainz: 395f5eaa-20c9-4e9a-a947-9b619b293ff3
- Nationale bibliotheek van Australië: 58897975
- Nationale Bibliotheek van Israël: 987007400148105171
- Nederlandse Thesaurus van Auteursnamen: 351948783
- SNAC: w6xx98c5
- Virtual International Authority File: 104033347
- WorldCat: E39PBJtxcPkKwQWF7XQ9c7dfbd